# Änglakärlek
Änglakärlek är en svensk dikt skriven av Gustaf Fröding. Dikten finns med i boken och diktsamlingen Svensk dikt.  Fröding avled år 1911 och dikten publicerades år 1914, alltså efter hans död. Dikten ingår i diktsamlingen Mattoidens sånger. Diktens handling och dess budskap är mångtydig och det finns många möjliga tolkningar av dessa.

## Bakgrund
Änglakärlek är diktad under skaldens sjukdomstid och diktsamlingen, som dikten tillhör, gavs ut tre år efter hans död. 
Änglakärlek publicerades i Efterlämnade skrifter. Diktsamlingen skrevs av Gustaf Fröding under hans sista tid, under hans vistelse på Ulleråkers sjukhus i Uppsala där han var inlagd mellan åren 1896 och våren 1905. 

## Karaktärer
Det finns egentligen bara en karaktär som med stor säkerhet kan ses som en individ, diktjaget. Av den korta texten så framkommer det inte något om karaktärens ålder, namn eller utseende. Det som dock framkommer är karaktärens känslor till den eller det som dikten är riktad till. Diktjaget beskriver en komplicerad kärlek, en slags hatkärlek.    

## Diktens form
Dikten bygger mycket på starka känslor som hat och kärlek. Den följer också en speciell form och ett mönster. Det finns olika allitterationer i dikten, till att börja med innehåller dikten rim som ”slår och sår”, ”biter och sliter”, ”bett och gett”, ”slag och jag”, ”tacksamhet och bet”, ”vargar och sargar”. Rim ger i allmänhet en annan känsla till dikten. Med rim ökar livfullheten i dikten, den får mer flyt och blir mer engagerande. Läsaren förstår att den som skrivit den lagt ner tid och energi på att få till en bra rytm och känsla. Engagemang gör läsaren mer imponerad och viljan till fortsatt läsning ökar. Dikten avslutas också med ett rim, ”...mitt ibland fasor, bett och slag älskar jag.” Dikten innehåller också en tydlig rytm. Det finns många ord med samma antal stavelser som ”biter”, ”sargar”, ”sliter”, ”trasor”, ”vargar” o.s.v som också bidrar till rytmen. 
Dikten innehåller ganska starka, kraftfulla ord och verb, som ”sargar” och ”slår”. Diktjaget förstärker sina ord genom att beskriva sina känslor med hjälp av vargar och tigrar som är starka, symbolladdade djur. Känslorna är källan till den enskilda upplevelsen och det är även de som dikten bygger på.    
Änglakärlek är en mycket kort dikt, den är präglad av ordknapphet. Den består endast av 14 rader med få ord. Den koncentrerade dikten utgör totalt 44 ord. Ordvalen är dock ganska dramatiska och starka som lätt kan väcka personers känslor. Korta dikter med kraftfulla ord påverkar ofta intensiteten. Fröding var också känd för att vara ganska ordknapp i sina texter och dikter.

## Språk och stil
Diktjaget, personen som antingen skrivit dikten eller en annan huvudperson, befinner sig i en okänd miljö för läsaren. Antingen befinner sig diktjaget i närheten av personen som dikten är riktad till och pratar till personen. Eller så befinner sig diktjaget långt borta från personen. Dikten har ingen handling som är enkel att beskriva, som är entydig, dikten beskriver istället många olika känslor.
Änglakärlek har en del stildrag och det finns ett tydligt karaktärsdrag för hur dikten är utformad. Fröding använder sig mycket av anaforer i dikten. Han upprepar ordet ”dig” ett antal gånger och det är denna upprepning som ger dikten dess struktur och uppbyggnad. Andra anaforer är ”bett”, ”bet”, ”biter” som dikten har med i början, i mitten och i slutet. Orden utgår från samma verb men har böjts i olika former. Orden kan ses som ett tretal som upprepas flera gånger i dikten. Samma sak gäller ”slår”, ”slag”, och ”slog”.
Dikten avslutas med motsatta känslor. Den inleds med hatfulla och hårda ord, men avslutas med kärlek. Detta eftersom den avslutas med orden ”älskar jag.” Detta får ofta en effekt av ökat intresse hos läsarna. Motsägande känslor ger kontraster och därför innehåller dikten en tvist. Tvister och kontraster ökar också läsupplevelsen.